# BazzoTV
Pour les articles homonymes, voir Bazzo.
 (décembre 2021).
Si vous disposez d'ouvrages ou d'articles de référence ou si vous connaissez des sites web de qualité traitant du thème abordé ici, merci de compléter l'article en donnant les références utiles à sa vérifiabilité et en les liant à la section « Notes et références ».
BazzoTV (ou Bazzo.tv) est un magazine de culture et société télévisé québécois animé par Marie-France Bazzo et diffusé du 16 octobre 2006 au 24 mars 2016 sur Télé-Québec.

## Concept
Chaque semaine, les invités et les chroniqueurs de BazzoTV passent en revue les enjeux déterminants de l'actualité. Plusieurs segments se succèdent et varient quant à leur ton. Les personnalités présentes sur le plateau multiplient les angles et confrontent les points de vue. L'émission est séparée en différents segments :
- Le Point sur l'actualité : tour d'horizon de l'actualité nationale et internationale de la semaine, avec des collaborateurs du milieu journalistique.
- L’Invité de la semaine : interviewé par l'animatrice, l'invité de la semaine passe 90 minutes sur le plateau et commente les sujets du jour.
- Discussion : au gré de l’actualité, deux personnes aux avis divergents ou non discutent de questions sociales, politiques ou culturelles.
- Culturé et mal élevé : un débat culturel, souvent de mauvaise foi, est livré par deux observateurs du milieu artistique québécois.
- Édito : en alternance, Micheline Lanctôt, Christian Vanasse et Camil Bouchard livrent un éditorial sur le plateau de BazzoTV.
- Le Club de lecture : à toutes les deux semaines, trois par trois, les collaborateurs discutent à bâtons rompus de deux livres récents, tous genres confondus.
- Le Quiz BazzoTV : autour d'un thème inspiré par l'actualité ou les sujets de l'émission, les collaborateurs testent leurs connaissances dans une ambiance festive.
- Le Mot dit fatigant : capsule humoristique qui décortique un mot ou une expression, image par image.

## Épisodes

### Saison 3 (2008-2009)
1. La première de Bazzo.tv (11 septembre 2008)
2. Des chroniqueurs et des invités allumés (18 septembre 2008)
3. Québécoises en 2008 (25 septembre 2008)
4. Des invités passionnés, ça donne un show passionnant! (2 octobre 2008)
5. Régis Labeaume, Québec et l'Amérique (9 octobre 2008)
6. Une édition à saveur post-électorale (16 octobre 2008)
7. À Bazzo.tv, cultures, politique, langue et religion font bon ménage (23 octobre 2008)
8. Guylaine, Mitsou, Barack, Mario et les autres (30 octobre 2008)
9. Un nouveau président et quelques écrivains (6 novembre 2008)
10. Environnement et crise alimentaire au cœur des discussions (13 novembre 2008)
11. Chapleau, Mario, autos et cynisme à gogo (20 novembre 2008)
12. À vos marques. Prêt? Parlez! (27 novembre 2008)
13. Dan Bigras, politique et bénévolat (4 décembre 2008)
14. Comme une odeur de Fêtes (11 décembre 2008)
15. À nous deux 2009! (8 janvier 2009)
16. Grand Nord et petit écran au cœur des discussions (15 janvier 2009)
17. Un menu varié : actualité, littérature, culture et maternité (22 janvier 2009)
18. Sous le signe des droits de la personne (29 janvier 2009)
19. Oublions la dépression, parlons de vision! (5 février 2009)
20. Sous le signe de l’information (12 février 2009)
21. Humour et information font bon ménage (19 février 2009)
22. Une édition très sportive de Bazzo.tv (26 février 2009)
23. Ça discute ferme sur le plateau de Bazzo (5 mars 2009)
24. Édition à haute teneur philosophique! (12 mars 2009)
25. Une édition à consommer sans modération! (19 mars 2009)
26. Déjà la fin… (26 mars 2009)

### Saison 4 (2009-2010)
1. Bazzo.tv reçoit Léo-Paul Lauzon (10 septembre 2009)
2. Bazzo.tv reçoit Serge Denoncourt (17 septembre 2009)
3. Bazzo.tv reçoit Jean-René Dufort (24 septembre 2009)
4. Bazzo.tv reçoit Jocelyne Cazin (1er octobre 2009)
5. Bazzo.tv reçoit Dominic Champagne (8 octobre 2009)
6. Bazzo.tv reçoit Roméo Dallaire (15 octobre 2009)
7. Bazzo.tv reçoit Julie Snyder (22 octobre 2009)
8. Bazzo.tv reçoit René Richard Cyr (29 octobre 2009)
9. Bazzo.tv reçoit Pierre Légaré (5 novembre 2009)

### Saison 5 (2010-2011)
1. Bazzo.tv reçoit Claire Lamarche (9 septembre 2010)
2. Bazzo.tv reçoit Luc Dionne (16 septembre 2010)
3. Bazzo.tv reçoit Camil Bouchard (23 septembre 2010)
4. Bazzo.tv reçoit Jean Cournoyer (30 septembre 2010)
5. Bazzo.tv reçoit Ricardo Larrivée (7 octobre 2010)
6. Bazzo.tv reçoit Marcel Aubut (14 octobre 2010)
7. Bazzo.tv reçoit Lucie Pagé (21 octobre 2010)
8. Bazzo.tv reçoit Régine Laurent (28 octobre 2010)
9. Bazzo.tv reçoit Jean-François Lépine (4 novembre 2010)
10. Bazzo.tv reçoit Amir Khadir (11 novembre 2010)
11. Bazzo.tv reçoit Luc Picard (18 novembre 2010)
12. Bazzo.tv reçoit Marie Laberge (25 novembre 2010)
13. Bazzo.tv reçoit Dan Bigras (2 décembre 2010)
14. Bazzo.tv reçoit Yves Desgagnés (9 décembre 2010)
15. Bazzo.tv reçoit Michel Barrette (6 janvier 2011)
16. Bazzo.tv reçoit Guy Nadon (13 janvier 2011)
17. Bazzo.tv reçoit Roméo Dallaire (20 janvier 2011)
18. Bazzo.tv reçoit Pierre Lavoie (27 janvier 2011)
19. Bazzo.tv reçoit Gérard Deltell (3 février 2011)
20. Bazzo.tv reçoit Emmanuel Bilodeau (10 février 2011)
21. Bazzo.tv reçoit Louise Forestier (17 février 2011)
22. Bazzo.tv reçoit Bernard Émond (24 février 2011)
23. Bazzo.tv reçoit Éric Laurent (3 mars 2011)
24. Bazzo.tv reçoit Fred Pellerin (10 mars 2011)
25. Bazzo.tv reçoit Rémy Girard (17 mars 2011)
26. Bazzo.tv reçoit Boucar Diouf (24 mars 2011)